# HTC 10
HTC 10 — Android-смартфон, производимый и продаваемый компанией HTC. Об этом было объявлено 12 апреля 2016 года.

## История
В 2015 году HTC выпустила смартфон HTC One M9, у которого который хвалили дизайн, но критиковали за то, что он слишком похож на своего предшественника HTC One (M8). Чтобы устранить недостатки M9, в том же году HTC выпустила еще один новый телефон с новым дизайном и аппаратным обеспечением: HTC One A9. Дизайн HTC 10 представляет собой смесь M9 и A9.

## Характеристики

### Аппаратное обеспечение
HTC 10 имеет цельный алюминиевый корпус. Двойные фронтальные аудиодинамики из предыдущих смартфонов HTC (таких как HTC One M9) были удалены. В телефоне по-прежнему 2 динамика; однако один находится на верхней панели, а другой — на нижнем краю телефона. HTC 10 также оснащен датчиком отпечатков пальцев под 5,2-дюймовым экраном Gorilla Glass 3 с разрешением 1440x2560.

### Внутреннее устройство
HTC 10 похож на его современные флагманы. HTC 10 оснащен четырехъядерным процессором Qualcomm Snapdragon 820, 4 ГБ ОЗУ и интегрированной графикой Adreno 530. HTC 10 также оснащен USB-C и Qualcomm QuickCharge 3.0. В HTC 10 используется специальный ЦАП (цифровой аудиоконвертер), предоставленный Qualcomm.
В HTC 10 установлена первая в мобильных телефонах фронтальная камера с оптической стабилизацией.

### Программное обеспечение
HTC 10 работает под управлением Android 6.0 Marshmallow с оболочкой HTC Sense 8.0. HTC обновила разблокированные телефоны до Android 7.0 Nougat 25 ноября 2016 года. Разблокированный HTC 10 получил обновление Android 8.0 Oreo в начале 2018 года.
HTC 10 — один из немногих смартфонов, оснащенных поддержкой собственного протокола Apple AirPlay.

## Комплект поставки
HTC 10 поступает в продажу в ставшей уже привычной для производителя небольшой плоской стильно оформленной коробке квадратной формы с сильно закругленными в плане углами. Упаковка выполнена из матового белого картона с минимальным количеством надписей на внешней стороне и с полным отсутствием картинок. Внутри все пространство разграничено картонными вставками и крышками так, что получилось три отделения для аксессуаров.
Комплект аксессуаров состоит из мощного зарядного устройства с функцией быстрой зарядки (Qualcomm Quick Charge 3.0) и варьируемым выходным током (1,7—2,5 А, 5—9 В), соединительного кабеля USB Type С и стереогарнитуры с резиновыми амбушюрами внутриканального типа. Металлический ключик для извлечения карт привычно прикреплен к крышке отдельной коробочки с бумажной документацией.

## Прием
HTC 10 получил в целом положительные отзывы. В своем обзоре телефона CNET поставила устройству 4 балла из 5, поддержав дизайн телефона, «блестящее качество звука» и настраиваемый пользовательский интерфейс, при этом критикуя камеру телефона и время автономной работы. The Verge поставила устройству аналогичные 8,0 баллов из 10, но некоторые аспекты телефона рассматривались по-другому: он считал «надежную батарею», звук, программное обеспечение и «быструю производительность» устройства своими сильными сторонами, критикуя при этом HTC 10 за скучный дизайн», камеру и цену. Что касается качества звука, из-за наличия специального ЦАП Android Central похвалил звук HTC 10 при использовании наушников, подключенных к разъему для наушников, сказав об опыте: "Спойлер: звучит хорошо".